# 自酿啤酒
自酿啤酒，或者家酿啤酒，顾名思义，就是消费者自己酿造啤酒，而非釀酒廠所釀造的。在啤酒进行商业化生产之前，啤酒都是由家庭独自酿制的。在啤酒工业化生产之后，家庭啤酒自酿依然广泛地发展。在美国，据不完全统计，从事家酿啤酒的人数为120万人。2011年2月6日，美国总统奥巴马的白宫派对上就提供了自酿啤酒。在中国，家庭自酿啤酒与2010年刚刚起步。 出现了第一批自酿啤酒爱好者，以及专业指导家庭自酿的书籍 。

## 方法
自酿啤酒的特点就是使用家庭已有的设备，自己小批量酿制各种风味啤酒。

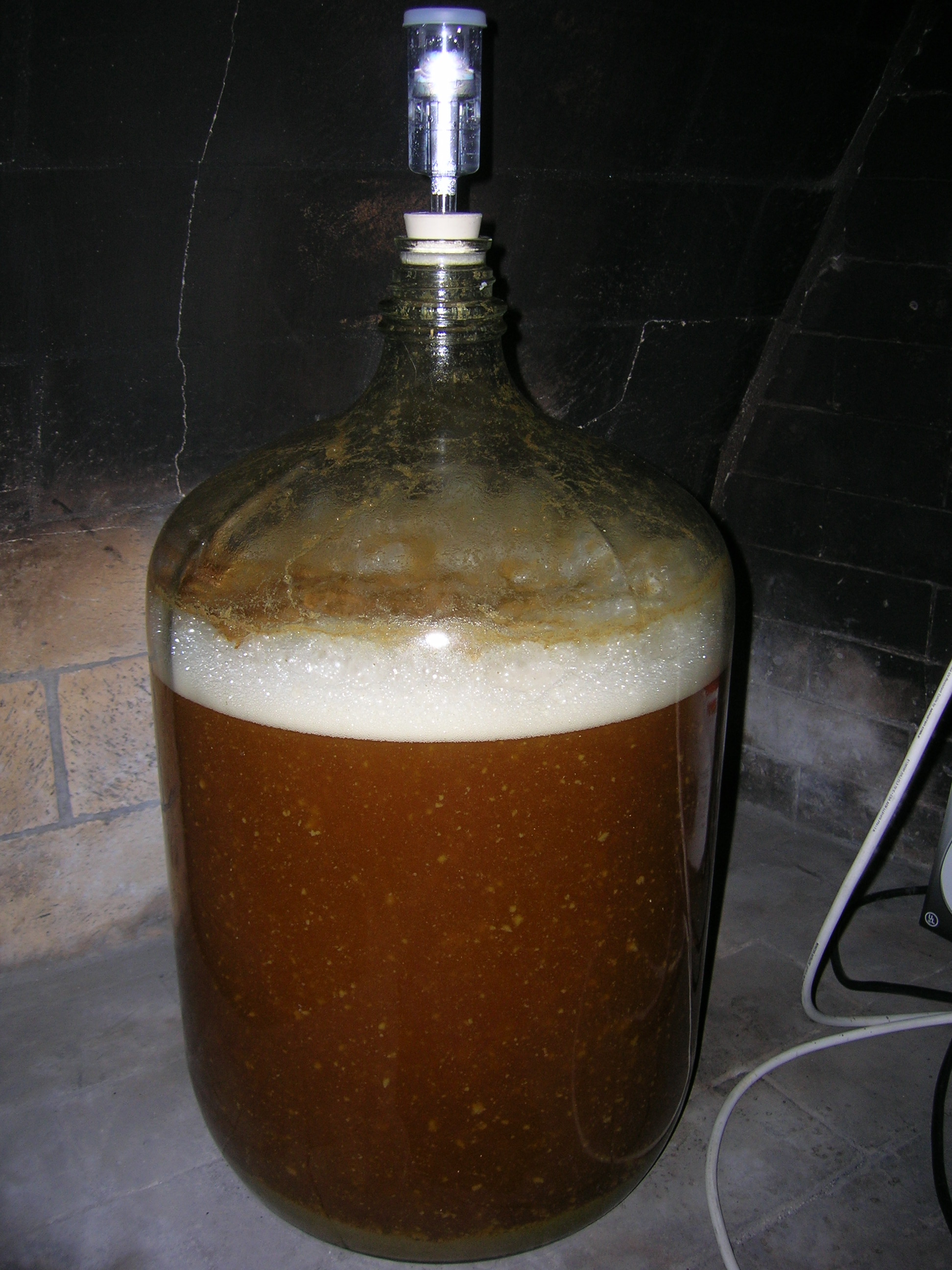
自酿使用的玻璃发酵容器

### 原理[3]
家庭自酿啤酒的原理与工业酿制啤酒的基本原理一致。 其主要过程为：大麦，或者其他的谷物，发芽后产生大量的酶。这些酶可以将谷物中的淀粉分解为麦芽糖。麦芽糖在酵母的作用下发酵，产生酒精和二氧化碳气体，形成啤酒。
啤酒的酿制过程为：
1. 粉碎：研磨麦芽颗粒。
2. 出糖：粉碎后的大麦芽在热水中浸泡，释放放出麦芽糖，形成麦芽糖汁。
3. 过滤：麦芽糖汁与谷物分离。
4. 熬煮：麦芽糖汁被煮沸，并添加啤酒花来调味道。
5. 冷却：麦芽汁冷却后，投入酵母发酵。
6. 发酵：酵母在发酵过程中将糖汁转化为酒精和二氧化碳。发酵过程大约半个月以上，让啤酒成熟。
7. 装瓶：在装瓶时加入少许糖，使啤酒在瓶中发酵，产生二氧化碳。
8. 储存：储存可以使啤酒的风味更加饱满，成熟。根据啤酒种类的不同，储存时间为6个月－24个月。

### 原料
家庭啤酒酿制所采用的主要原料与工业酿制几乎相同。但是家庭酿制啤酒不采用工业上所使用的添加剂。
- 麦芽：既发芽的大麦或小麦，有时也使用燕麦、元麦、黑麦等谷物的发芽体。
- 麦汁糖浆：为了方便家庭酿造的使用，有些厂家将麦芽糖汁浓缩后形成糖浆或者糖粉作为家庭自酿的原料。这种原料使用更加简单，但是部分丧失了麦芽的原味，而且不方便家酿者独立调节配方。
- 啤酒花：决定啤酒的苦度和香味。其形状有颗粒或花蕾。
- 酵母：分桶上发酵酵母和桶底发酵酵母。（窖藏啤酒和爱尔啤酒）常用的啤酒酵母根据其来源的不同又有不同的性能。
- 水：酿制啤酒的水需要无色无嗅的水源。水内部的各种矿物质会影响到啤酒的质量。
- 其他可发酵物：家庭自酿啤酒还可以选择蔗糖、蜂蜜等可发酵糖来增加啤酒的风味。

### 设备[4]
家庭自酿啤酒的设备一般都是家庭常备的厨房设备。 
- 保温桶：一般采用保温桶来浸泡麦芽，恒温进行出糖。
- 加热锅：普通的锅即可。
- 发酵罐：发酵罐的种类很多，可以是玻璃瓶，也可以是塑料桶，或者纯净水桶。总之，一切大体积的耐腐密封容器都可以作为家庭自酿啤酒的发酵罐。
- 啤酒瓶：可以使用回收的商业使用的啤酒瓶
- 管道各种食品级管道，帮助转移麦芽汁或啤酒。

### 家酿啤酒工艺
- 消毒：家庭酿制过程中可以使用医用酒精或者高温消毒的方法对设备进行消毒，避免其他細菌污染。
- 粉碎：由于家庭裡不使用大规模的过滤设备，所以粉碎是尽量保留麦麸的完整，作为过滤时的过滤层。
- 出糖：一般采用的出糖温度在66-68摄氏度，在此温度下浸泡麦芽1个小时。由于需要保温，所以一般使用保温桶恒温。
- 过滤：使用麦芽磨碎后的麦麸形成的床垫进行过滤。过滤完毕后，还需要继续使用热水将麦麸表面的糖分洗入麦芽汁。
- 熬煮：熬煮的过程包含蛋白质热降解，和添加啤酒花的功能。不同时间添加啤酒花可以增加啤酒的苦味、入口香和闻香。　熬煮需要时间为６０－９０分钟。
- 冷却：家庭酿制啤酒需要快速冷却麦芽汁。一般的方法有：冰块冷却，冷凝管冷却等。
- 发酵：发酵时间可以快至4周，或长达6个月

## 自酿啤酒的优势

### 更广泛的选择
自酿啤酒得品种有很大的随意性，可以酿造出几乎所有口味的啤酒，其中包括 小麦啤酒、艾尔、拉格、兰比克、斯陶特等各种类型， 大大地增加了啤酒的选择性。

### 新鲜
自酿啤酒保留了啤酒中的酵母的活性，所以使啤酒始终处于最新鲜的状态。

### 环保[5]
自酿啤酒由于不使用纸箱，回收使用酒瓶，不需要运输等优势，其对环境起到更好的保护作用。

## 外部連結
- HomebrewTW, 台灣自釀啤酒俱樂部協作平台 （页面存档备份，存于）
- 紐約 Brooklyn Brew Shop 自釀啤酒介紹
- 自釀啤酒小知識之酒精濃度計算  （页面存档备份，存于）
- 自釀啤酒原料器材設備討論區